# GANEFO/Badminton
 Badminton wurde bei den GANEFO bei beiden Austragungen 1963 und 1966 gespielt. Die DDR entsandte die nationalen Meister Rita Gerschner und Gottfried Seemann zu den Spielen 1963 in Indonesien. Beide schieden jedoch in der Vorrunde aus. 1966 waren die Spiele auf asiatische Verbände begrenzt.

## Die Sieger
| Jahr | Herreneinzel | Dameneinzel  | Herrendoppel                    | Damendoppel                | Mixed                      | Herrenteam          | Damenteam           |
| ---- | ------------ | ------------ | ------------------------------- | -------------------------- | -------------------------- | ------------------- | ------------------- |
| 1963 | Tang Xianhu  | Minarni      | Tan King Gwan Abdul Patah Unang | Minarni Retno Koestijah    | nicht ausgetragen          | Volksrepublik China | Indonesien          |
| 1966 | Tang Xianhu  | Chen Yuniang | Hou Jiachang Tang Xianhu        | Liu Xiaozheng Yang Taijuan | Fang Kaixiang Chen Yuniang | Volksrepublik China | Volksrepublik China |